# Pseudoparanaspia hefferni
Pseudoparanaspia hefferni är en skalbaggsart som beskrevs av Antonio Vives 2003. Pseudoparanaspia hefferni ingår i släktet Pseudoparanaspia och familjen långhorningar. Inga underarter finns listade i Catalogue of Life.